# PopSugar
PopSugar Inc. es una empresa estadounidense de medios y tecnología que es la matriz de la propiedad de medios PopSugar (estilizada como POPSUGAR) y un negocio de suscripción mensual PopSugar Must Have. La empresa fue fundada en 2006 por el matrimonio Brian y Lisa Sugar como un blog de cultura pop. La compañía es parte del holding digital estadounidense Group Nine Media .

## Historia
El esposo y la esposa Brian Sugar y Lisa Sugar fundaron PopSugar en 2006, luego de que el bloguero Om Malik le sugiriera a Lisa que convirtiera su pasatiempo de chismes de celebridades en una empresa. Brian se convirtió en director ejecutivo y Lisa en editora en jefe, y agregaron al capitalista de riesgo Michael Moritz a la junta.
En 2007, la empresa adquirió ShopStyle, un motor de búsqueda de compras de moda, seguido de adquisiciones de Starbrand Media, FreshGuide, y Circle of Moms en 2012. En 2013, la empresa cambió oficialmente su nombre de Sugar Inc. a PopSugar y anunció que era rentable y que había crecido a más de 450 empleados. En 2019, el holding digital estadounidense Group Nine Media adquirió PopSugar en una transacción de acciones.

## Operaciones
PopSugar Inc opera las marcas PopSugar y PopSugar Must Have. PopSugar ofrece contenidos de estilo de vida dirigidos a mujeres de 18 a 34 años, sobre temas como belleza, entretenimiento, moda, fitness, alimentación y paternidad, en móvil, vídeo y redes sociales. 
PopSugar Must Have era un servicio de suscripción que enviaba a los suscriptores una caja mensual con artículos seleccionados por los editores de PopSugar. También ofrecía cajas de edición especial con minoristas como CFDA, Neiman Marcus y Target. La de verano de 2020 fue la última caja de PopSugar Must Have.
Con sede en San Francisco, PopSugar está financiada por Sequoia Capital e Institutional Venture Partners. La empresa también tiene oficinas en Chicago, Londres, Los Ángeles y Nueva York.